# 臺中市立臺中第二高級中等學校
臺中市立臺中第二高級中等學校（簡稱臺中二中、中二中、二中）是一所位於臺灣臺中市北區的普通型高級中等學校，台中四省中一員，現今為中部五校聯盟（Taichung Big 5）成員。

## 校史
1922年由臺灣總督府創立時名為「臺中州立臺中第二中學校」，是台灣日治時期一間招收日籍學生的中學校，因當時已有以臺灣人為主的臺中州立臺中第一中學校，故以「第二」名之。

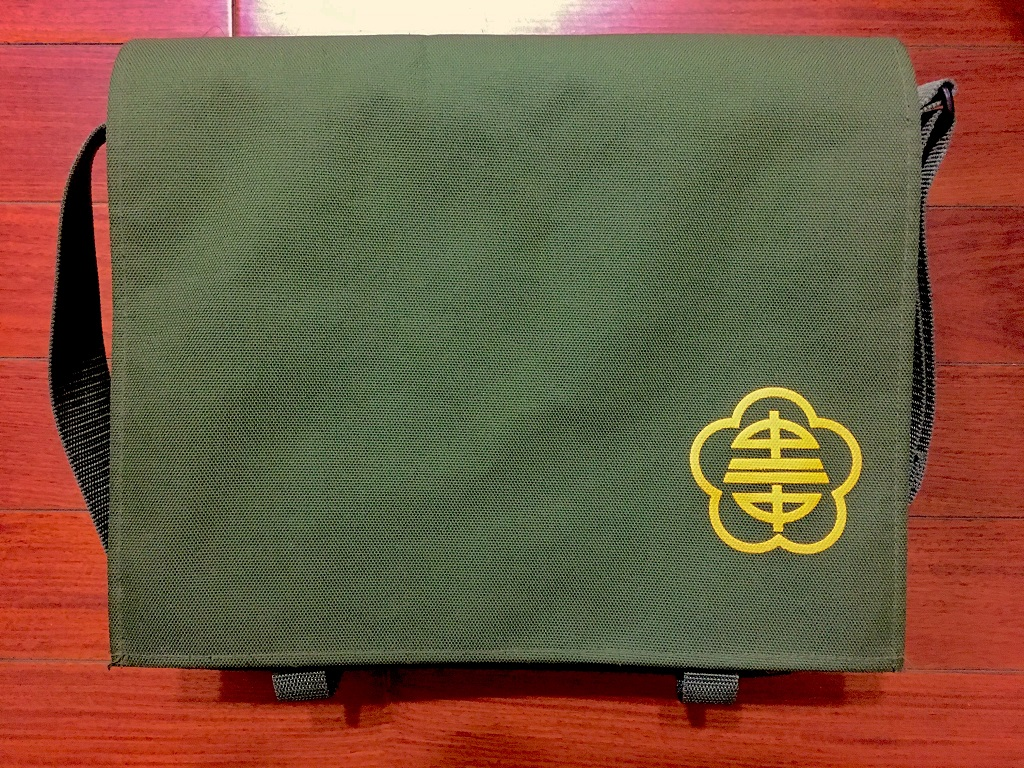
臺中二中書包

前身為創立於1922年的「臺中州立臺中第二中學校」與1941年的「臺中州立臺中第二高等女學校」，二中學以招收日籍學生為主、二高女則是招收台籍學生。終戰後日籍中學生皆移轉至兩校，台籍則轉至一中與一女，並於1946年將之遣返本國後停辦。而後時稱之「省立臺中第二中學」與「省立臺中第二女中」合併，於二女中校址復校，二中學校地則給予臺中農校（今興大附農）復學。合併後原本男女兼收，但1952年後計30年間停招女生，直至1982年始恢復招收 。至今男女兼收時間已超過男校時期，但因昔時各地之二中多為男校（如：臺南二中、曾名為臺北二中之成功高中），故社會大眾仍常以為中二中屬於男校。
沿革
- 1922年依據首任文官臺灣總督田健治郎頒布的「新臺灣教育令」，於臺中市南門仔創立「臺中州立臺中第二中學校」，創立之初為一個招收日籍學生的學校，因已有一個招收臺籍學生的「臺中州立臺中第一中學校」（今臺中一中），而稱為第二中學校。
- 1941年，「臺中州立臺中第二高等女學校」於現今校址成立。
- 1945年，二次大戰結束後，第二中學校改制為「臺灣省立臺中第二中學」、二高女改制為「臺灣省立臺中第二女子中學」。二中尚有日籍學生五百餘人，教職員四十餘人在校；二女中台籍學生轉至一女中，一女中日籍學生則轉至二女中。
- 1946年春，日籍學生全部遣返日本，兩校遂亦停辦。
- 1946年秋，臺中二中與臺中二女合併，於二女中校址復校，原校址給予臺中農校復校（今興大附農校本部）。依舊名為省立臺中二中。
- 1952年7月，停招女生。
- 1955年秋，為執行政府防空疏散計劃，創設分部於臺中縣太平鄉。
- 1968年，貫徹「省辦高中、縣辦國中」政策，接收「臺中市立第二中學」（今雙十國中）高中部男學生。結束太平分部。
- 1969年8月，更名為「臺灣省立臺中第二高級中學」。
- 1982年11月，籌設音樂實驗班。
- 1983年，重新招收女生，再度成為男女兼收之高級中學。
- 1995年8月，成立特教資源班。
- 2000年2月1日，配合精省政策，改制為「國立臺中第二高級中學」[2]。
- 2003年3月，籌設數理資優班及語文資優班，自同年9月開始招生。
- 2014年12月，新建體育館落成啟用。
- 2017年元月，改隸臺中市政府教育局，為「臺中市立臺中第二高級中等學校」[3]。
- 2017年12月11日，與日本兵庫県立伊丹高等学校（日语：兵庫県立伊丹高等学校） （页面存档备份，存于） [4]締結姊妹校，此為臺中二中第一所姊妹校。

- 2022年，新增雙語實驗班。[5]

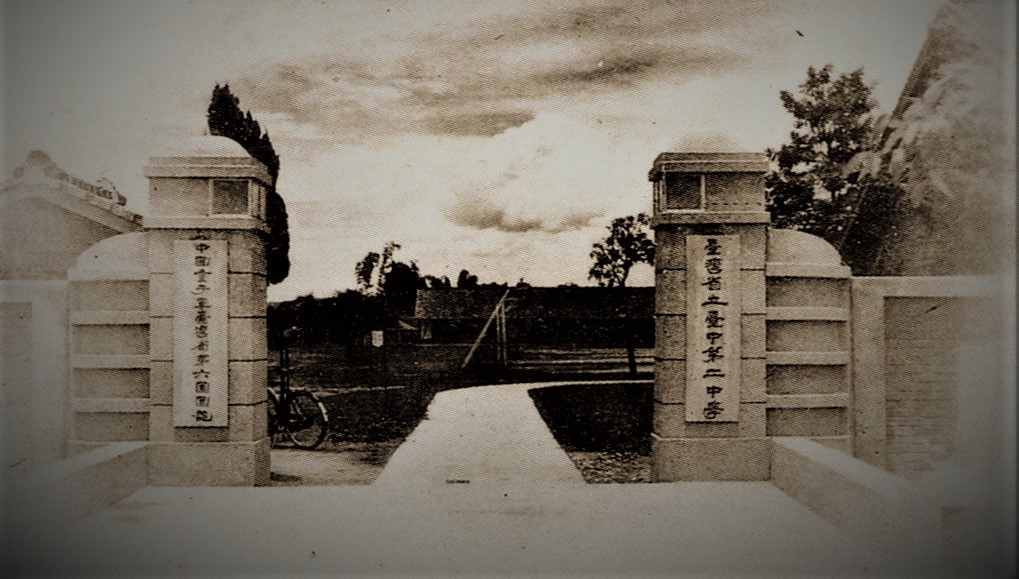
省二中時期校門

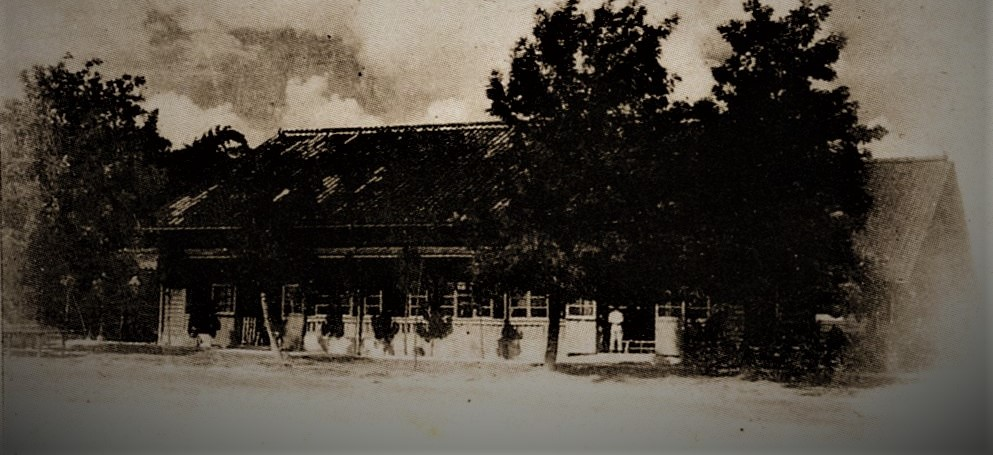
日治時期禮堂

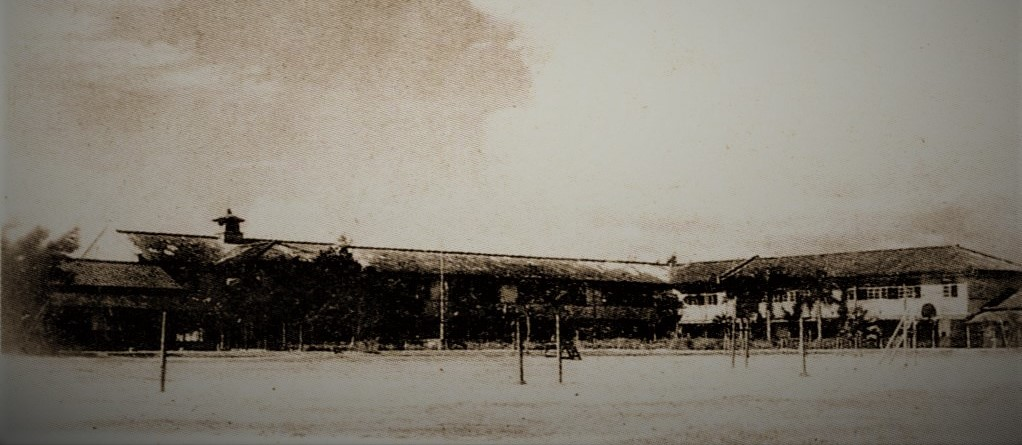
日治時期校舍

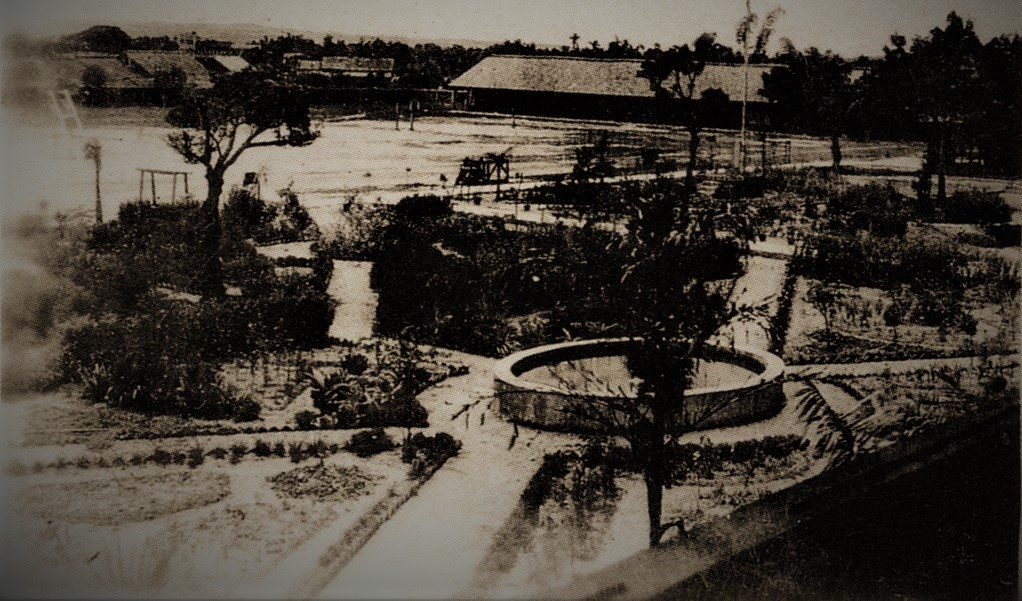
日治時期校園

- 2025年8月，預計全面開放招生性別，不再設定男女招生人數限制。並且停止男女分班，全面實施混班。

## 歷任校長

### 日治時期（1922年至1945年）
1. 柳澤久太郎：大正11年（1922年）4月1日至昭和5年（1930年）5月28日首任校長

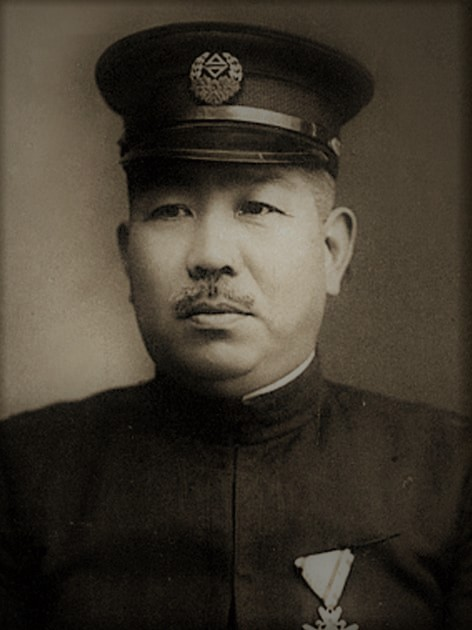
首任校長

2. 板垣四十六郎：昭和5年（1930年）5月28日至昭和12年（1937年）4月2日板垣四十六郎

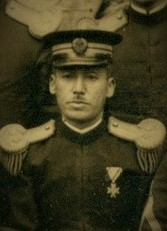
板垣四十六郎

3. 善方正夫：昭和12年（1937年）4月2日至昭和15年（1940年）4月6日
4. 五島陽空：昭和15年（1940年）4月6日至昭和17年（1942年）4月1日
5. 高丸靈教：昭和17年（1942年）4月1日至昭和20年（1945年）中華民國接收臺灣

### 民國時期（1945年至今）
1. 金樹榮：民國34年（1945年）1月至民國35年（1946年）7月（省立）
2. 余麗萍：民國35年（1946年）1月至民國35年（1946年）7月
3. 樓憲：民國35年（1946年）8月至民國36年（1947年）1月
4. 陳泗孫：民國36年（1947年）1月至民國38年（1949年）7月
5. 潘振球：民國38年（1949年）8月至民國39年（1950年）7月
6. 羅人杰：民國39年（1950年）8月至民國47年（1958年）7月
7. 韓寶鑑：民國47年（1958年）8月至民國48年（1959年）7月
8. 宋鴻域：民國48年（1959年）8月至民國52年（1963年）7月
9. 史麟生：民國52年（1963年）8月至民國54年（1965年）2月
10. 湯孝彬：民國54年（1965年）3月至民國59年（1970年）7月
11. 孫鴻章：民國59年（1970年）8月至民國74年（1985年）1月
12. 陳義明：民國74年（1985年）2月至民國81年（1992年）8月
13. 蔡錦忠：民國81年（1992年）8月至民國88年（1999年）1月
14. 洪秋森：民國88年（1999年）2月至民國93年（2004年）1月（1999年改為國立）
15. 薛光豐：民國93年（2004年）2月至民國101年（2012年）7月
16. 何富財：民國101年（2012年）8月至民國107年（2018年）7月（2017年改為市立）
17. 許耀文：民國107年（2018年）8月至民國112年（2023年）7月
18. 歐靜瑜：民國112年（2023年）8月至今

## 教育聯盟
- 中部五校聯盟（Taichung Big 5）：由臺中一中、臺中女中、臺中二中、文華高中及興大附中五校簽訂Taichung Big 5策略聯盟合約[7]，未來將合作開發課程、跨校選課或共同開課，以提昇教育品質[8]。
- 大學策略聯盟：與國立中興大學、國立臺中教育大學、中國醫藥大學、東海大學、逢甲大學等校簽訂策略聯盟[9][10][11]，大學提供師資支援高中教學、科展或合力執行專案計畫。

## 目前交流互訪學校
- 美国新罕布夏爾倍德福高中（英语：Bedford High School (New Hampshire)）
- 法國波爾多馬讓迪高中
- 日本兵庫縣伊丹高校

## 外部連結
- 臺中市立臺中第二高級中等學校官網 （页面存档备份，存于）
- 臺中市立臺中第二高級中學 家長會 （页面存档备份，存于）
- 臺中市立臺中第二高級中學 教師會 （页面存档备份，存于）
- 臺中市立臺中第二高級中學 校友會
- 臺中市市立臺中第二高級中等學校 學生會 （页面存档备份，存于）
- 臺中市立臺中二中 facebook 粉絲團 （页面存档备份，存于）